# Phryganea grandis
Phryganea grandis är en nattsländeart som beskrevs av Carl von Linné 1758. Phryganea grandis ingår i släktet Phryganea och familjen broknattsländor. Arten är reproducerande i Sverige.

## Underarter
Arten delas in i följande underarter:
- P. g. meridionalis
- P. g. serti

## Bildgalleri

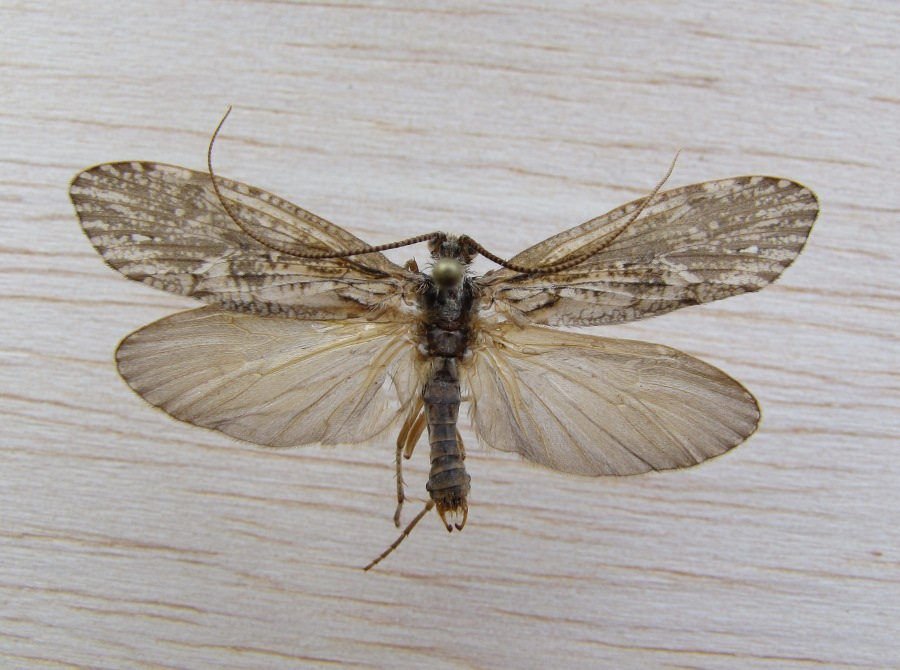
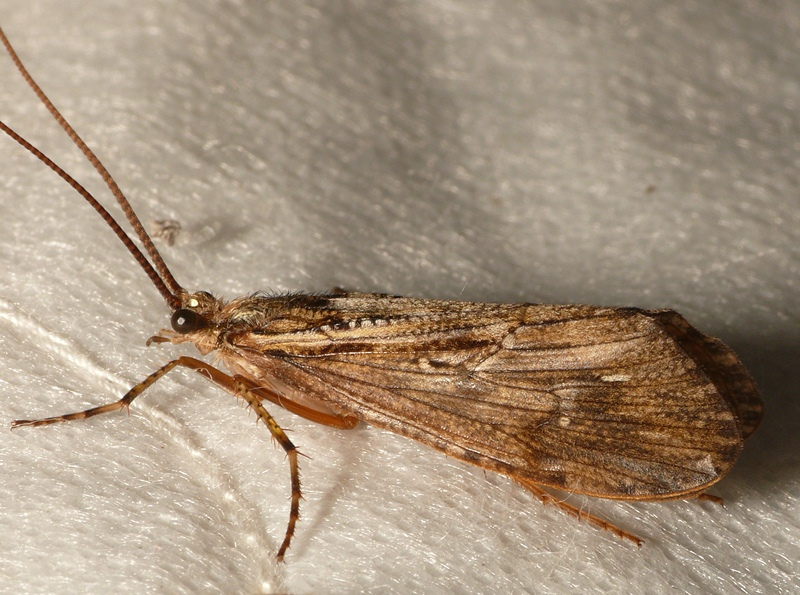
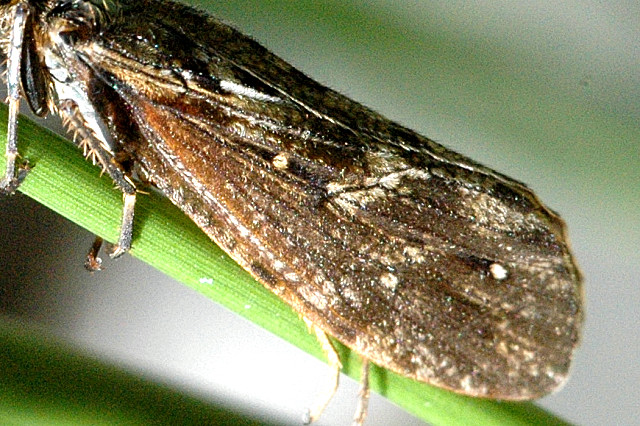